# Marques de Souza
Marques de Souza este un oraș în Rio Grande do Sul (RS), Brazilia.